# 埃氏柔麗鯛
埃氏柔麗鯛，為輻鰭魚綱鱸形目隆頭魚亞目慈鯛科的其中一種，分布於非洲馬拉威湖流域，棲息深度96-125公尺，體長可達6.3公分，棲息在底中層水域，生活習性不明。

## 擴展閱讀
維基物種上的相關：埃氏柔麗鯛